# Theodor Faaborg
Theodor Christian Faaborg (25. juni 1814 i Odense – 1. juli 1864 i Øster Snogbæk) var en dansk officer.

## Uddannelse
Han blev født i Odense, hvor hans fader, senere sognepræst for Dalum og Sanderum, provst Dankvart Faaborg (1784-1844), dengang var kateket. Hans moder hed Louise Dorothea født Sivertsen (1786-1839). Efter i 1832 at være dimitteret fra Odense Katedralskole og året derpå at have taget filosofikum underkastede han sig i 1834 adgangsprøven ved Den kongelige militære Højskole, hvorfra han afgik i 1838 som sekondløjtnant i artilleriet med aldersorden fra 1834. Samtidig med at forrette praktisk tjeneste ved dette våben gennemgik han generalstabsafdelingen og bestod afgangseksamen i 1840.

## Karriere

### Under Treårskrigen
Han blev dernæst premierløjtnant i 1841 og adjoint i Generalstaben samt kaptajn i 1845. Ved krigens udbrud i 1848 blev han adjudant (souschef) ved overkommandoen og deltog i kampen ved Bov samt i slaget ved Slesvig, hvornæst han ansattes som stabschef ved kavaleribrigaden. Meget imod sit ønske kommanderedes han i september samme år til Dansk Vestindien som stabschef hos oberstløjtnant Christian Henrik Kæsemodel (faldt 1849 i slaget ved Fredericia), der med en troppestyrke sendtes derhen i anledning af slavernes frigivelse. I juni 1849 kom han tilbage til Danmark og ansattes først i general Olaf Ryes stab; senere blev han stabschef ved Generalkommandoen på Als. Under det næste års felttog var han souschef ved 2. Armédivision og deltog i slaget ved Isted.

### Mellem krigene
Efter krigen var Faaborg, som i 1851 erholdt majors karakter og i 1853 blev major i Generalstaben, virksom i forskellige stabe som souschef og stabschef, ligesom han også foretog en tjenesterejse på et år til Tyskland, Frankrig og Italien. Ved hjemkomsten i 1856 blev han stabschef hos Arveprins Ferdinand, der var kommanderende general på Sjælland, men i 1858 udtrådte han af Generalstaben og udnævntes til oberstløjtnant og kommandør for 4. Linjeinfanteribataljon. I sin nye stilling vandt han også megen anseelse og forlagdes i 1862 med sin bataljon til Egernførde, hvor han optrådte energisk under ofte vanskelige forhold.

### Under den 2. Slesvigske Krig
Ved mobiliseringen i 1863 blev Faaborg kommandør for 4. Infanteriregiment og erholdt i december obersts karakter. I marts 1864 fik han befalingen over 4. Brigade og deltog som dens chef i Dybbøls forsvar, særlig i fægtningen 17. marts. Efter våbenhvilens slutning besatte brigaden nordlandet på Als med 6. og Kær Halvø med 4. Regiment. Imod det sidste punkt rettede preusserne 29. juni om morgenen deres angreb, og det faldt således i oberst Faaborgs lod at gøre de første forsøg på at afværge det. Med stor energi og uforfærdethed kastede han sig imod fjenden; først såredes han i låret, men vedblev dog til hest at føre kommandoen; så fik han et strejfskud i foden og til sidst et skud gennem brystet. Han faldt i fangenskab og udåndede to dage senere på et preussisk feltlazaret i Øster Snogbæk. Han jordedes på Dalum Kirkegård, og kammerater rejste ham der en mindesten. 1849 var han blevet Ridder af Dannebrog og 1858 Dannebrogsmand.
Faaborg, der var en særdeles dygtig officer, blev 20. november 1847 i Garnisons Kirke gift med Johanne Ida Mathilde von Scholten, født Kristensen (22. maj 1808 i København - 19. december 1895 sammesteds), en datter af major og redaktør Kristen Kristensen og Sophie Helene Achilla Beeken og enke efter toldkontrollør Frederik Jost Gerhard von Scholten (1797-1845). Hun er begravet sammen med sin første ægtemand på Assistens Kirkegård.
Faaborg er gengivet i et fotografi, efter dette litografi. Tegning af Henrik Olrik (Det Nationalhistoriske Museum på Frederiksborg Slot), efter denne xylografi 1864. Fotografi af Peter Most (Det Kongelige Bibliotek), efter dette xylografi (ditto).